# Vodní elektrárna Santa Massenza
Vodní elektrárna Santa Massenza je vodní dílo v povodí řeky Sarca v provincii Trentino v italských Východních Alpách. V době dostavby byla druhou největší vodní elektrárnou v Evropě podle instalovaného výkonu. Je nejvýkonnější vodní elektrárnou v provincii.

## Geografie
Hlavní hřbet masivu Paganella rozděluje dvě údolí o rozdílu nadmořských výšek kolem 600 m. V obou údolích se vyskytují přírodní jezera vzdálená vzdušnou čarou méně jak 5 km. Spojení obou jezer potrubím představuje ideální základ pro přečerpávací elektrárnu, pro potřeby špičkové či průtokové elektrárny však bylo třeba vybudovat náročný systém přívodu vody z výše položených toků.

## Vodocestná soustava

### Molveno
Jezero Molveno vzniklo přehrazením údolí sesuvem hornin po ústupu ledovce. Vzniklý prostor naplnily vody s nevýznamnými průtoky na průměrnou kótu 864 m n. m. Přítoky od Andala zajišťují menší potoky, aktivní většinou pouze v době tání sněhu. Největším přítokem jezera je Rio di Molveno o průměrném průtoku kolem 1 m3/s. Všechny přitékající vody se ztrácí krasovým průsakem. Voda z povodí řeky Sarca je přiváděna unikátním vodosběrným systémem. Vtokový objekt na východním břehu se nachází pod hladinou. Turistická hodnota jezera vyvolává povolený maximální rozptyl hladiny 2 m.

### Sběrný systém v horním povodí
Řeka Sarca vzniká soutokem horských toků Torrente Campiglio a Torrente Genova ve města Tione di Trento. V tomto místě se však nalézá v nižší nadmořské výšce než hladina jezera Molveno. Sběrný systém tak začíná mnohem výše v obou větvích řeky. Systém sbírá v údolích všechny přítoky a navádí je do potrubí. V některých případech je voda do potrubí dopravována čerpadly za předpokladu, že spád vodního díla toto převýšení mnohokráte navrátí.
Systém je dlouhý přes 43 kilometrů, většinou ve vyraženém tunelu. Výjimku tvoří otevřené vzdušné části nad sběrnými údolími. Průměr tunelů se zvyšuje od 3 do 6 metrů. Na konci své cesty voda vykonává práci v malé vodní elektrárně Nembia o výkonu 13 MW. Voda ústí do jezera Molveno pod hladinou, při vyšších stavech část vody přepadává do jezera vodopádem.

### Příspěvek středního povodí
Voda středního úseku povodí je zachycena v přehradní nádrži Ponte Pià. Jedná se o vodu nezachycenou sběrným systémem a je zhruba čtvrtinová oproti vodě odvedené do Molvena. Je přímo odvedena do elektrárny Santa Massenza tlakovým potrubím o délce 11 km, průměru 3 m a hltnosti 16 m3/s při převýšení 220 metrů.

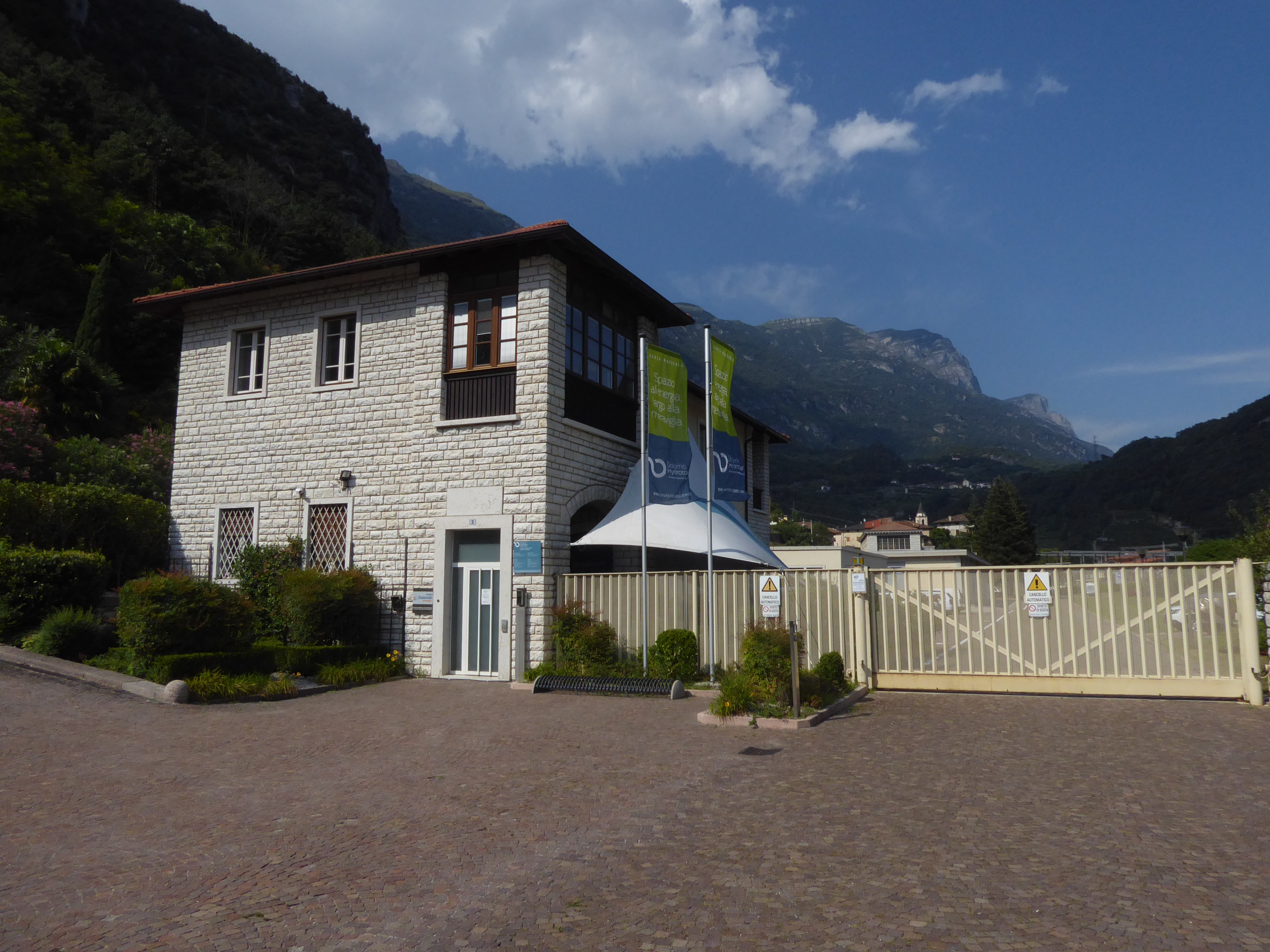
Hlavní budova elektrárny
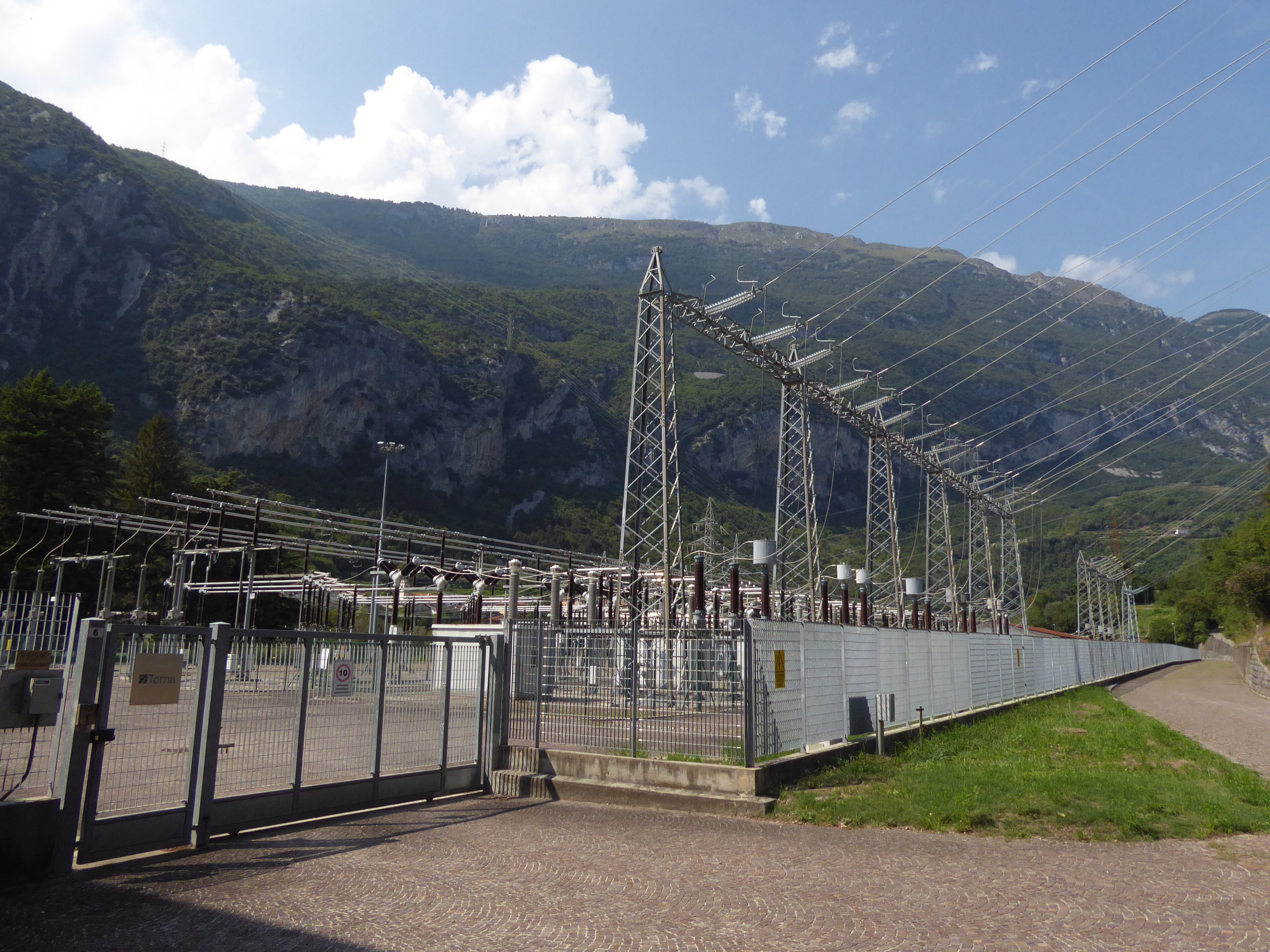
Rozvodna 220 kV
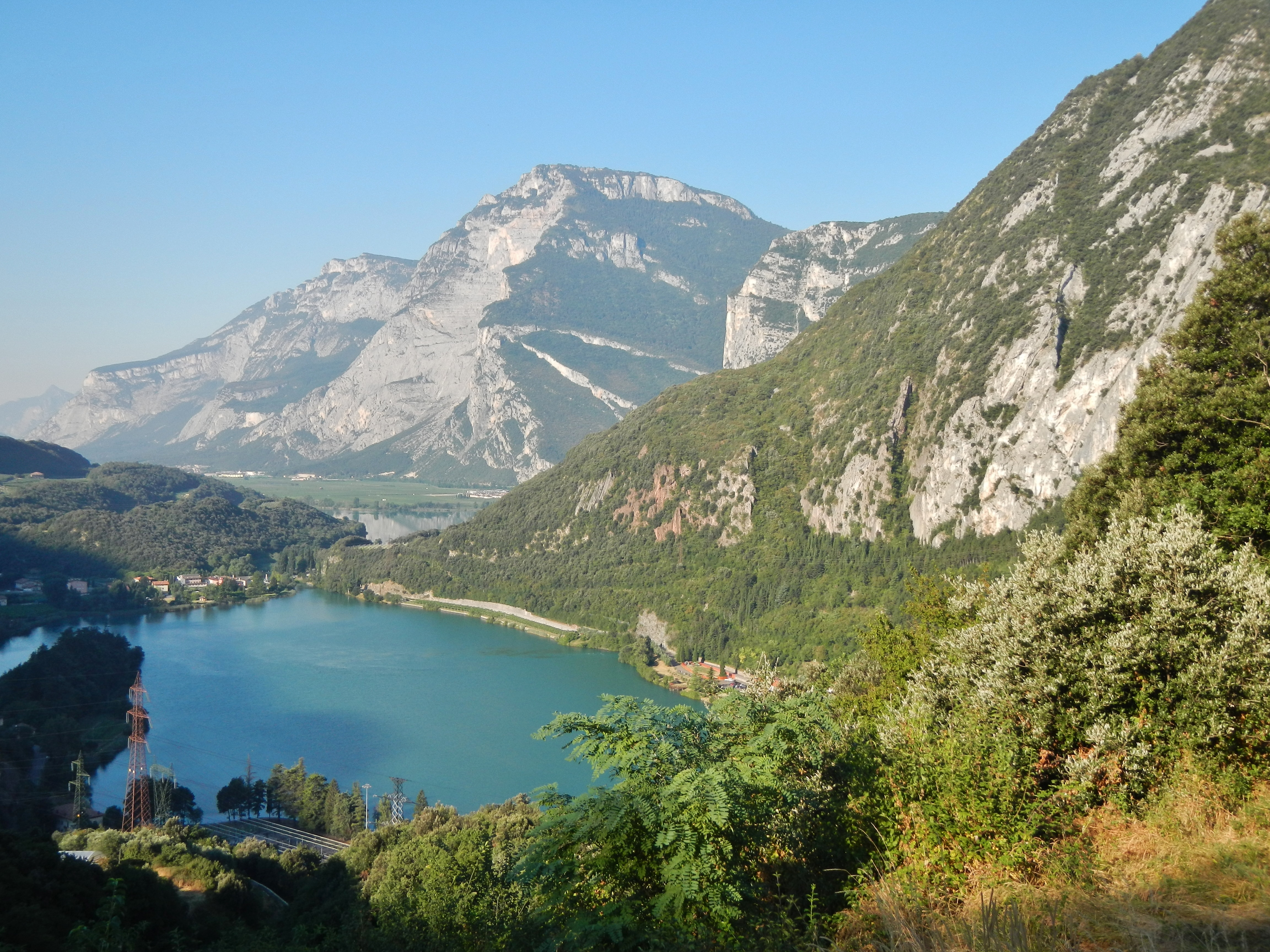
Pohled z místa nad elektrárnou
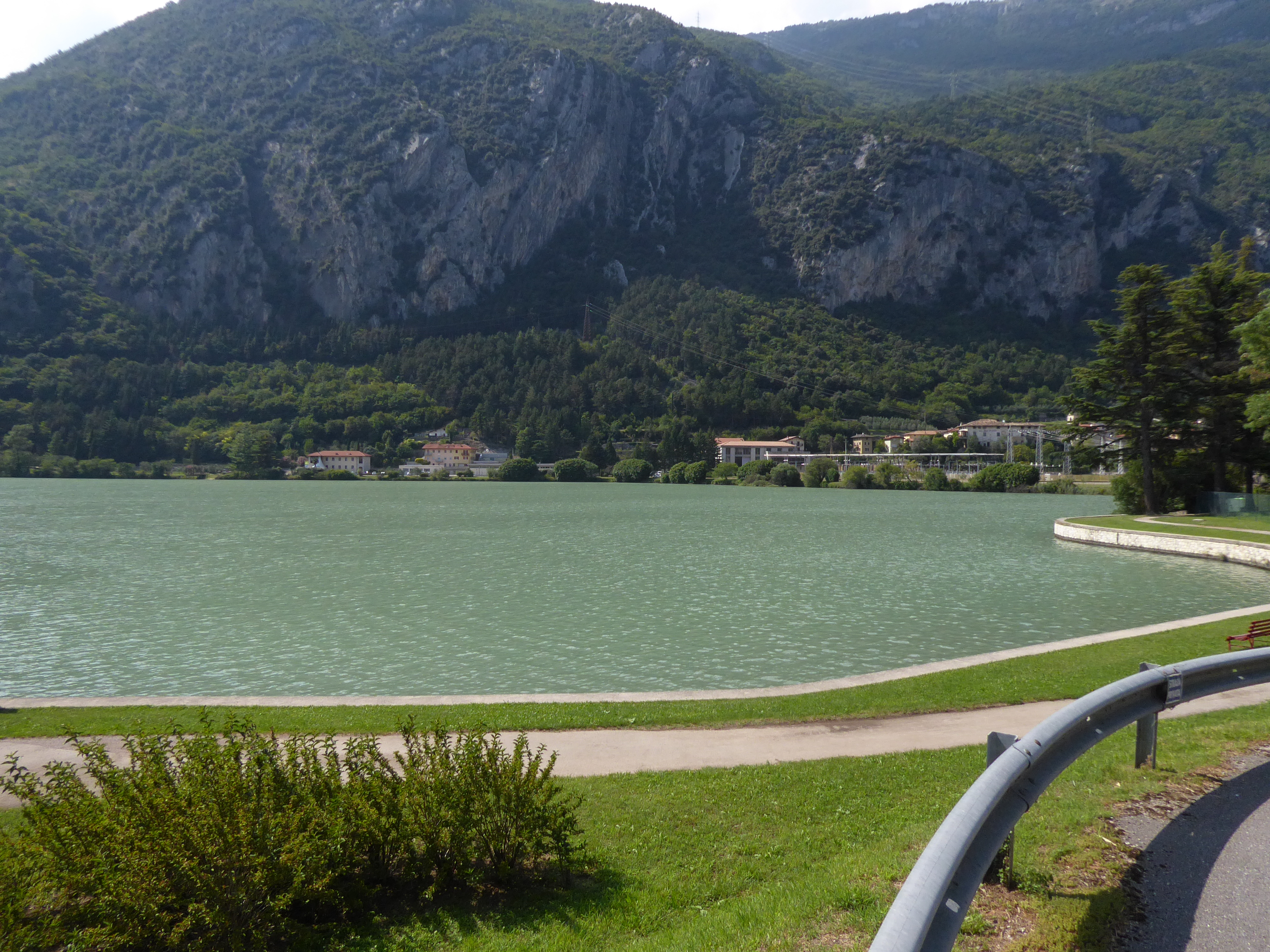
Pohled ze druhého břehu
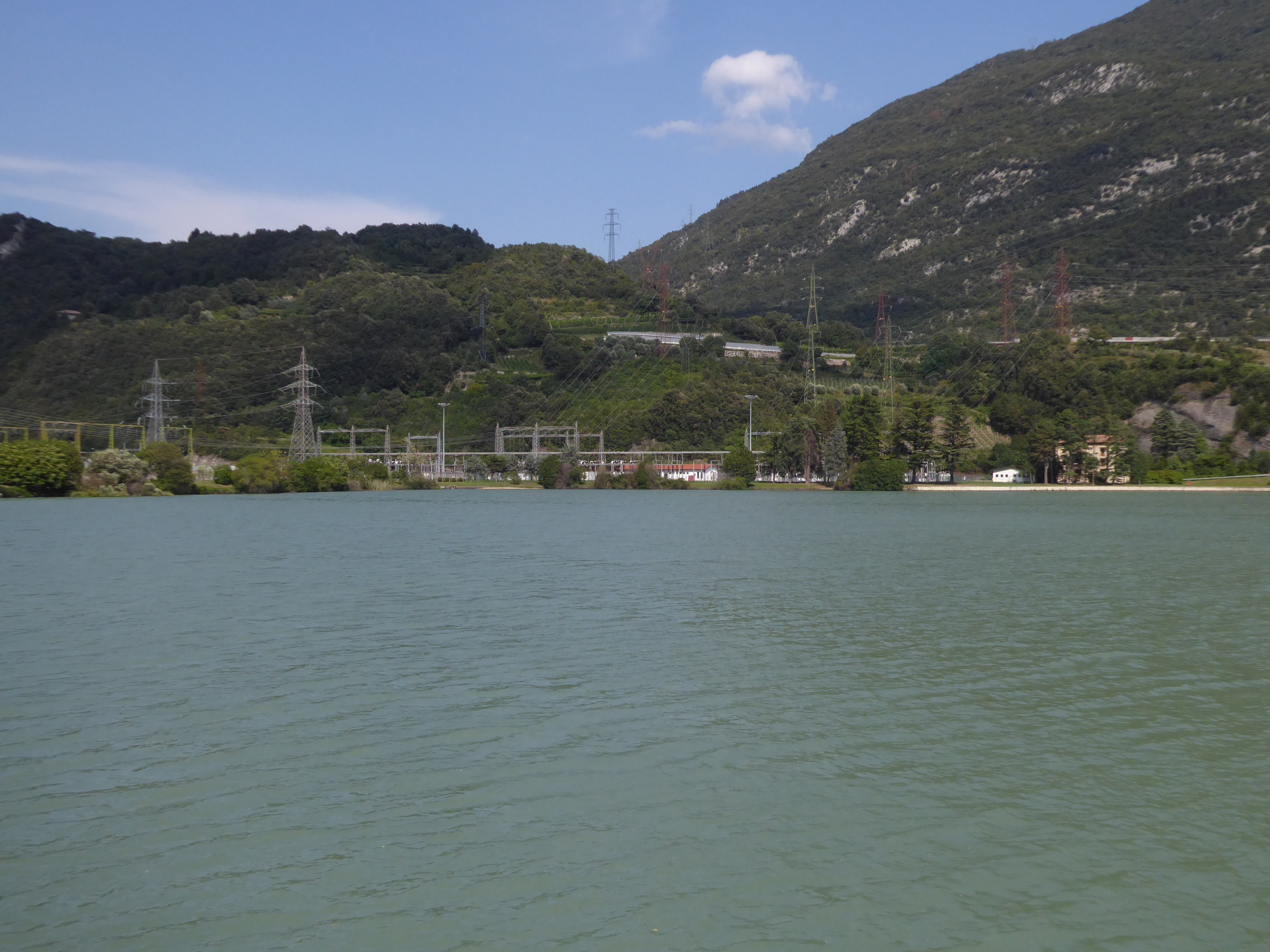
Pohled přes celé jezero Santa Massenza
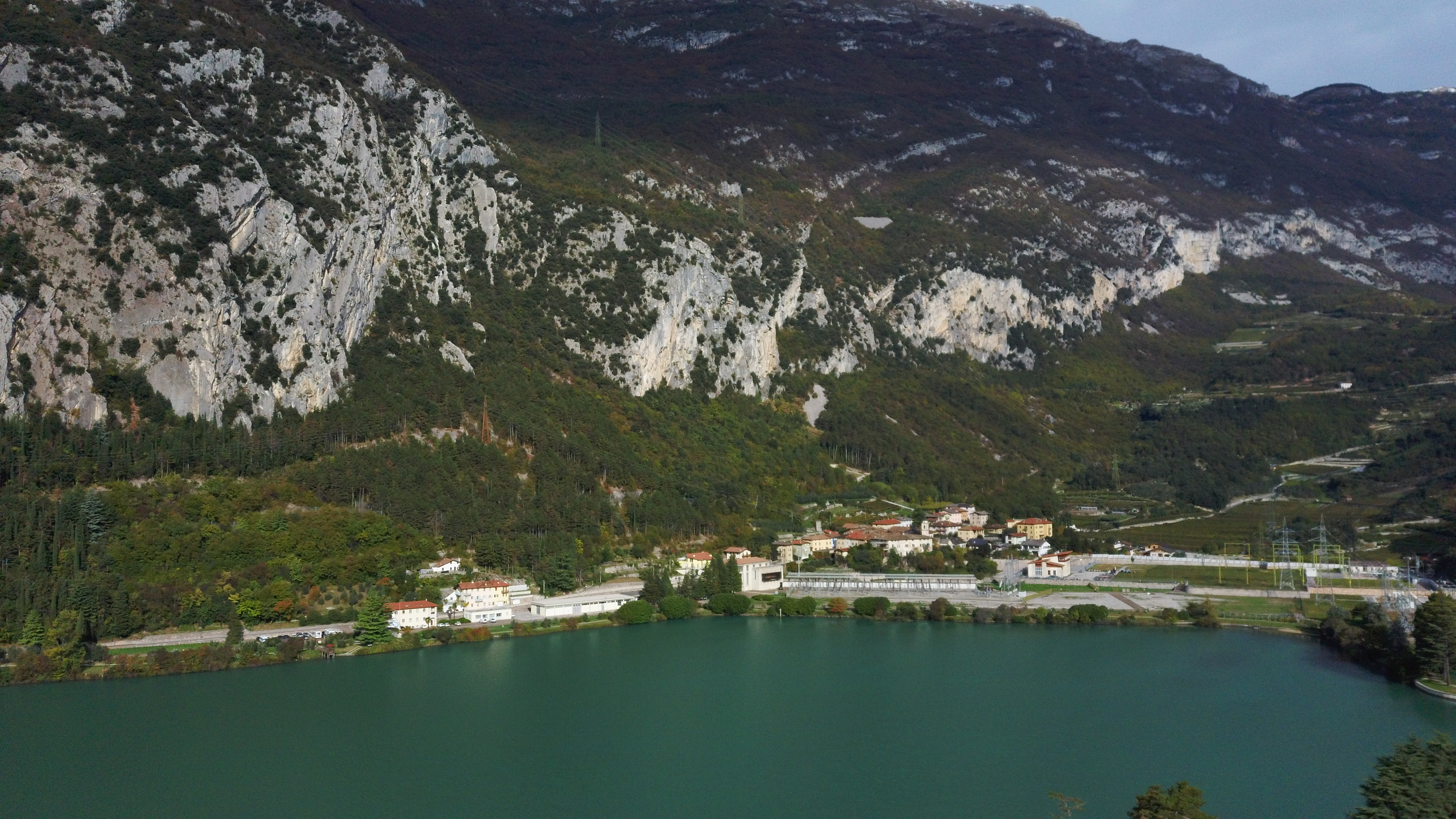
Pohled z dronu směrem k elektrárně

## Elektrárna
Samotná elektrárna je postavena v jeskyni o délce 180 metrů a šířce 28 metrů. Vodu z jezera Molveno zpracovávají na spádu 581 m tři dvojité horizontální Peltonovy turbíny. Vody z Ponte Pià zpracovává na spádu 220 metrů vertikální Francisova turbína. Hltnost vysokotlakého systému je 70 m3/s, střednětlakého 16 m3/s. Transformovna a administrativní budovy byly vystavěny na navážce z výkopů potrubí na břehu jezera Santa Massenza. Energie je transformována na napětí 220 kV a připojena k národní síti. Celkový instalovaný výkon elektrárny je 350 MW a průměrná roční výroba 640 GWh.